# Combats de la poche d'Idlib (juillet 2017)
Pour les articles homonymes, voir Combats de la poche d'Idlib.
Guerre civile syrienne
Batailles
Les combats de la poche d'Idlib ont lieu du 18 au 21 juillet 2017 lors de la guerre civile syrienne. Les affrontements opposent deux groupes rebelles syriens : Hayat Tahrir al-Cham et Ahrar al-Cham.

## Prélude
Peuplé de deux millions d'habitants, dont 900 000 réfugiés, le gouvernorat d'Idlib est presque entièrement contrôlé par la rébellion. Sa capitale, Idlib, a été prise en 2015 par une coalition de groupes islamistes : l'Armée de la conquête. Cependant dès 2013, la région est le théâtre de combats ponctuels entre rebelles, en particulier entre le Front al-Nosra et des groupes liés à l'Armée syrienne libre. 
Mais en 2017, la situation se dégrade particulièrement lorsque le Front Fatah al-Cham — l'ancien Front al-Nosra — attaque plusieurs groupes rebelles accusés d'être liés aux États-Unis. Ces derniers fusionnent alors avec Ahrar al-Cham pour obtenir sa protection. Peu après, le Front Fatah al-Cham fusionne à son tour avec plusieurs groupes pour former un nouveau mouvement : Hayat Tahrir al-Cham. Ahrar al-Cham et Hayat Tahrir al-Cham sont alors les deux plus puissants groupes rebelles dans le gouvernorat d'Idlib. 
En mai 2017, un accord est conclu à Astana entre la Russie, l'Iran et la Turquie, pour mettre en place des « zones de désescalade » dans les régions contrôlées par les rebelles, et notamment la région d'Idlib. Cependant l'accord exclut Hayat Tahrir al-Cham en raison de ses liens avec Al-Qaïda ; le groupe s'oppose également farouchement à une trêve avec le régime, contrairement à Ahrar al-Cham, qui est soutenu par la Turquie et le Qatar.

## Déroulement
Les violences débutent le soir du 18 juillet, après que des hommes d'Ahrar al-Cham ont hissé un drapeau de la révolution syrienne à Idlib,. Des affrontements entre Hayat Tahrir al-Cham et Ahrar al-Cham se répandent alors dans tout le gouvernorat d'Idlib, touchant la plupart des grandes villes de la province. La ville d'Idlib, partagée entre les deux groupes, est cependant épargnée par les combats.
Certains habitants restent terrés chez eux, d'autres sortent dans la rue et manifestent pour réclamer la fin des hostilités, d'autres encore manifestent directement contre Tahrir al-Cham. À Saraqeb, petite ville à l'est d'Idlib, la population participe pour la première fois à des élections le 18 juillet pour élire les nouveaux membres du conseil local. Environ 2 500 personnes, dont un quart de femmes, se rendent aux urnes ; soit un taux de participation de 55 %. Les djihadistes du Hayat Tahrir al-Cham pénètrent le lendemain dans la ville, arrachent le drapeau de l'opposition syrienne et tuent un journaliste. Des milliers de personnes sortent alors dans la rue pour réclamer leur départ. Les djihadistes se retirent finalement le 21 juillet. La ville est alors tenue par le Front des révolutionnaires et la police locale.
Le 20 juillet, 150 rebelles soutenus par la Turquie, auparavant engagés dans l'Opération Bouclier de l'Euphrate, franchissent le poste-frontière de Bab al-Hawa (en) pour venir appuyer Ahrar al-Cham.
Le 21 juillet, les combats s'intensifient lorsque les hommes du Hayat Tahrir al-Cham attaquent au cours de la nuit le poste-frontière de Bab al-Hawa, tenu par les combattants d'Ahrar al-Cham.
Les hostilités cessent cependant dans la journée du 21 juillet, lorsque les belligérants annoncent la signature d'un cessez-le-feu,.

## Conséquences
Les combats se terminent à l'avantage de Hayat Tahrir al-Cham qui s'est emparé d'une trentaine de villes et de localités, principalement aux abords de la frontière turque. Ces localités les plus importantes étant Sarmada, Atmeh, Qah, Harim et Maarat al-Nouman. L'accord prévoit également que les hommes d'Ahrar al-Cham, encerclés à Bab al-Hawa, se retirent du poste-frontière pour en remettre le contrôle à une autorité civile. Plusieurs bataillons d'Ahrar al-Cham font aussi défection pour rejoindre Tahrir al-Cham,,. 
Le 23 juillet, des centaines de combattants d'Ahrar al-Cham se retirent de la ville d'Idlib qui passe entièrement sous le contrôle de Hayat Tahrir al-Cham,,,. Conformément à l'accord, le groupe quitte aussi le poste-frontière de Bab al-Hawa, qu'il contrôlait depuis trois ans. Après ces combats, la présence d'Ahrar al-Cham dans le gouvernorat d'Idlib se concentre dans la ville d'Ariha et dans une partie du Jabal al-Zawiya, au sud-est de la province. Hayat Tahrir al-Cham a alors pris l'ascendant sur son rival et devient le plus important groupe armé de la région,. 
La frontière entre la Turquie et la région d'Idlib étant désormais entièrement sous le contrôle des djihadistes, Ankara annonce alors suspendre toutes ses aides humanitaires dans cette région,.

## Les pertes
Selon l'Observatoire syrien des droits de l'homme (OSDH), les combats ont fait au moins 92 morts, dont 15 civils.
Par ailleurs, le 23 juillet, un attentat kamikaze frappe des combattants de Hayat Tahrir al-Cham à Idlib : l'attaque fait au moins 11 morts selon l'OSDH ; 13 tués, dont deux civils parmi lesquels un enfant, selon le SNHR ; et 50 tués d'après la télévision panarabe Al Mayadeen,.